# Sierra de Telsen
La Sierra de Telsen es una alineación montañosa del sur de Argentina situada en el norte de la provincia del Chubut, en el límite interprovincial con la provincia de Río Negro. Se integra en la subregión de las mesetas patagónicas, caracterizada por un relieve formado por terrazas que alternan con mesetas de superficie llana, o suavemente ondulada, más o menos extensas y recortadas por efecto de la erosión. La sierra, que está constituida por rocas porfíricas y basálticas, alcanza los 980 m s. n. m. de altitud en el cerro homónimo.
La hidrografía del área está mal definida y las aguas de los escasos aguaceros que descargan en el área se pierden totalmente o terminan en cuencas cerradas.

## Toponimia
Telsen es una palabra tehuelche que significa junco, totora o cortadera.